# قائمة البعثات الدبلوماسية في فرنسا

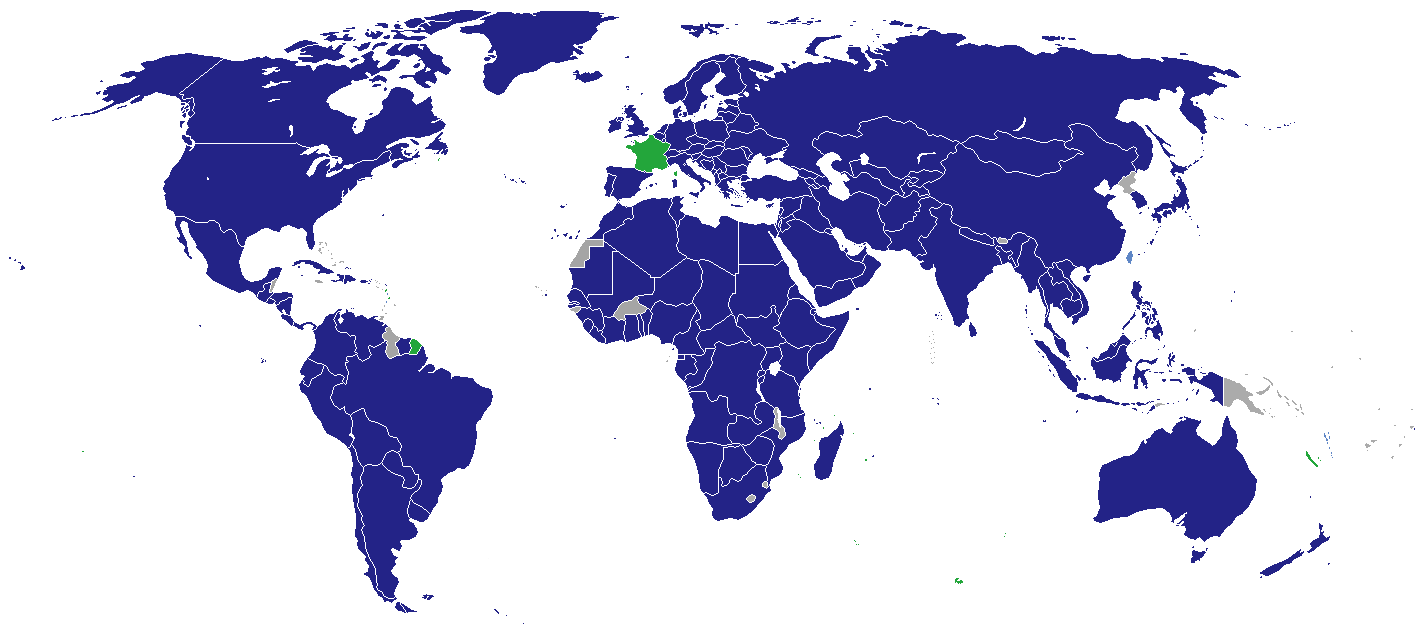
خريطة البعثات الدبلوماسية في فرنسا

تبين هذه الصفحة البعثات الدبلوماسية المقيمة في فرنسا. تستضيف العاصمة باريس حالياً 157 سفارة. بالإضافة إلى بلدان عديدة لديها سفارات معتمدة لدى فرنسا، ويقع معظمها في بروكسل أو لندن. لا تشمل هذه القائمة القنصليات الفخرية.

## السفارات

### السفارات المقيمة
باريس
| - أفغانستان - ألبانيا - الجزائر - أندورا - أنغولا - الأرجنتين - أرمينيا - أستراليا - النمسا - أذربيجان - البحرين - بنغلاديش - بيلاروس - بلجيكا - بنين - بوليفيا - البوسنة والهرسك - البرازيل - بروناي - بلغاريا - بوركينا فاسو - بورما - بوروندي - كمبوديا - الكاميرون - كندا - الرأس الأخضر - جمهورية إفريقيا الوسطى - تشاد - تشيلي - الصين - كولومبيا - جزر القمر - جمهورية الكونغو الديمقراطية - جمهورية الكونغو - كوستاريكا - ساحل العاج - كرواتيا - كوبا - قبرص | - جمهورية التشيك - الدنمارك - جيبوتي - جمهورية الدومينيكان - الإكوادور - مصر - السلفادور - غينيا الاستوائية - إرتريا - إستونيا - إثيوبيا - فنلندا - الغابون - غامبيا - جورجيا - ألمانيا - غانا - اليونان - غواتيمالا - غينيا - غينيا بيساو - هايتي - الكرسي الرسولي - هندوراس - المجر - آيسلندا - الهند - إندونيسيا - إيران - العراق - جمهورية أيرلندا - إسرائيل - إيطاليا - اليابان - الأردن - كازاخستان - كينيا - كوريا الجنوبية - كوسوفو - الكويت | - لاوس - لاتفيا - لبنان - ليبيريا - ليبيا - ليتوانيا - لوكسمبورغ - مقدونيا - مدغشقر - ماليزيا - مالي - مالطا - موريشيوس - موريتانيا - المكسيك - مولدوفا - موناكو - منغوليا - الجبل الأسود - المغرب - موزمبيق - ناميبيا - نيبال - هولندا - نيوزيلندا - نيكاراغوا - النيجر - نيجيريا - النرويج - عُمان - باكستان - بنما - باراغواي - بيرو - الفلبين - بولندا - البرتغال - قطر - رومانيا - روسيا | - رواندا - سان مارينو - السعودية - السنغال - صربيا - غينيا بيساو - سنغافورة - سلوفاكيا - سلوفينيا - الصومال - جنوب إفريقيا - جنوب السودان - إسبانيا - سريلانكا - السودان - سورينام - السويد - سويسرا - سوريا - طاجيكستان - تنزانيا - تايلاند - توغو - تونس - تركيا - تركمانستان - الإمارات العربية المتحدة - أوغندا - أوكرانيا - المملكة المتحدة - الولايات المتحدة - الأوروغواي - أوزبكستان - فنزويلا - فيتنام - اليمن - زامبيا - زيمبابوي |

### المكاتب التمثيلية

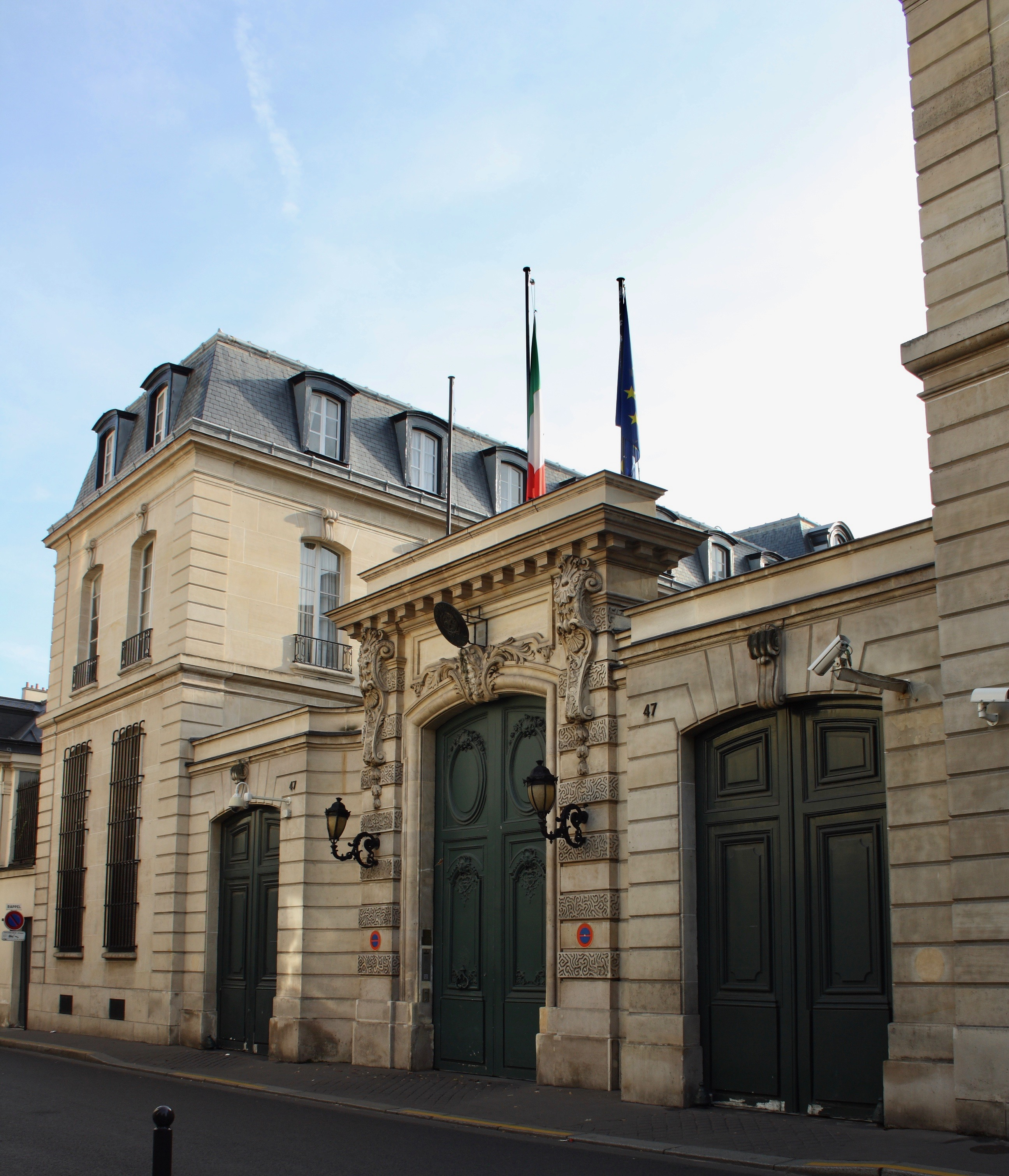
السفارة الإيطالية في باريس

- جمهورية الصين (مكتب تمثيلي لتايبيه)
- الاتحاد الأوروبي (مكتب — مقيم في نوميا، كاليدونيا الجديدة)
- كوريا الشمالية (بعثة عامة)
- مرتفعات قرة باغ (ممثلية دائمة)[1]
- فلسطين (بعثة عامة)
- كيبك (بعثة عامة)
- الجمهورية العربية الصحراوية الديمقراطية (مكتب تمثيلي)
- الائتلاف الوطني لقوى الثورة والمعارضة السورية (مكتب تمثيلي)

### السفارات المعتمدة لفرنسا
| - أنتيغوا وباربودا (لندن) - جزر البهاما (لندن) - باربادوس (بروكسل) - بليز (بروكسل) - بوتسوانا (بروكسل) - دومينيكا (لندن) - فيجي (بروكسل) - غرينادا (بروكسل) - غيانا (لندن) - جامايكا (بروكسل) - قرغيزستان (بروكسل) - ليسوتو (برلين) | - مالاوي (بروكسل) - بابوا غينيا الجديدة (بروكسل) - سانت فينسنت والغرينادين (لندن) - ساموا (بروكسل) - ساو تومي وبرينسيب (بروكسل) - سيراليون (بروكسل) - جزر سليمان (بروكسل) - إسواتيني (بروكسل) - تونغا (لندن) - ترينيداد وتوباغو (بروكسل) - فانواتو (بروكسل) |

## القنصليات العامة/قنصليات

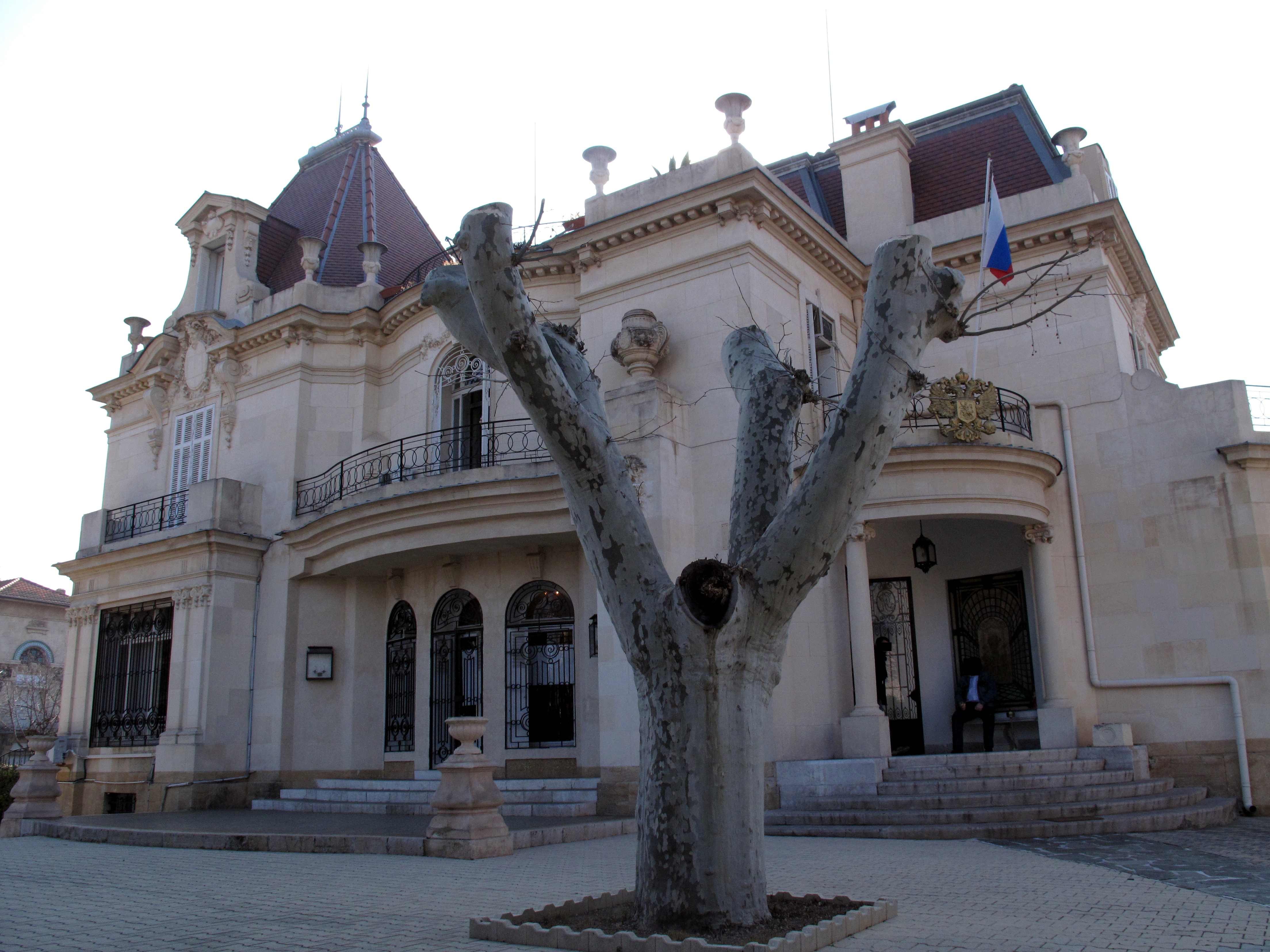
القنصلية العامة الروسية في مارسيليا.

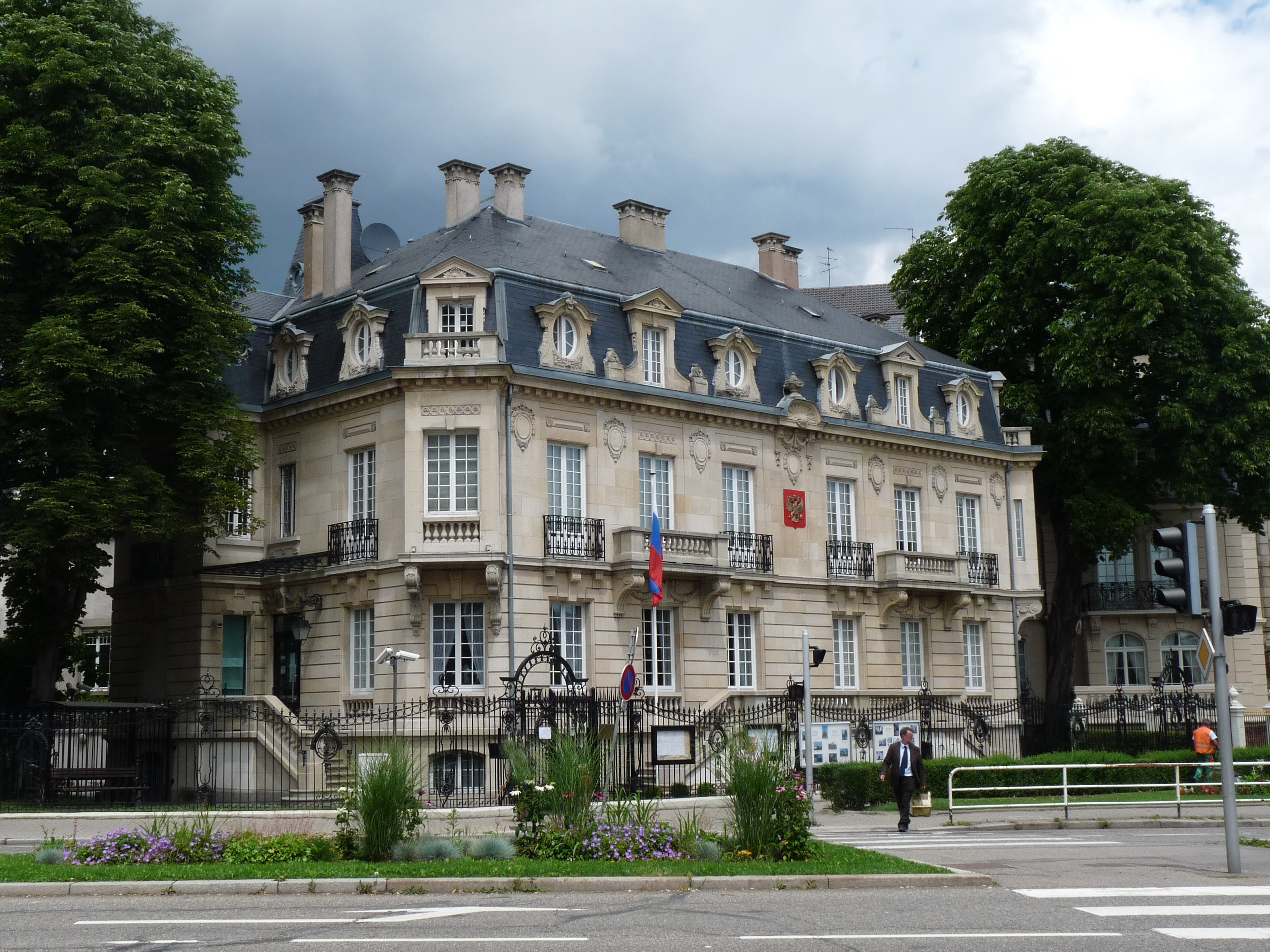
القنصلية الروسية العامة في ستراسبورغ

باستيا
- المغرب

بايون
- إسبانيا

بيزنسون
- الجزائر (قنصلية)

بوبيني
- الجزائر (قنصلية)

بوردو
- الجزائر (قنصلية)
- ألمانيا
- المغرب
- البرتغال
- السنغال
- إسبانيا
- سويسرا
- المملكة المتحدة
- الولايات المتحدة (قنصلية)

كايين، غويانا الفرنسية
- البرازيل
- هايتي
- سورينام

كليرمون فيران
- البرتغال (قنصلية)

كولومب
- المغرب

ديجون
- المغرب

فور دو فرانس، مارتينيك
- سانت لوسيا
- فنزويلا

غرونوبل
- الجزائر (قنصلية)
- تونس (قنصلية)

ليل
- الجزائر
- بلجيكا
- إيطاليا (قنصلية)
- بولندا
- المملكة المتحدة

ليون
- الجزائر
- أرمينيا
- الصين
- ألمانيا
- إيطاليا
- المغرب
- بولندا
- البرتغال
- رومانيا
- السنغال
- إسبانيا
- سويسرا
- تونس
- تركيا
- المملكة المتحدة
- الولايات المتحدة (قنصلية)

مارسيليا
| - الجزائر - أرمينيا - بلجيكا - الكاميرون (قنصلية) - الصين - جمهورية الدومينيكان - مصر - ألمانيا - اليونان - إندونيسيا - إسرائيل - إيطاليا - اليابان - لبنان - ليبيا | - مدغشقر - المغرب - بنما - البرتغال - رومانيا - روسيا - السنغال - إسبانيا - سويسرا - تونس - تركيا - أوكرانيا (قنصلية) - المملكة المتحدة - الولايات المتحدة |

متز
- الجزائر (قنصلية)
- إيطاليا

مونبلييه
- الجزائر (قنصلية)
- المغرب
- إسبانيا

ميلوز
- إيطاليا (قنصلية)

نانتير
- الجزائر (قنصلية)

نانت
- الجزائر (قنصلية)
- البرتغال (قنصلية)
- تركيا (قنصلية)

نيس
- الجزائر (قنصلية)
- إيطاليا
- تونس
- الولايات المتحدة (قنصلية)

نوميا، كاليدونيا الجديدة
- أستراليا
- إندونيسيا
- نيوزيلندا
- فانواتو

أورليان
- المغرب

بانتان
- تونس (قنصلية)

بابيتي، بولينزيا الفرنسية
- الصين (قنصلية)

بو
- إسبانيا

بيربينيا
- إسبانيا

بوانت-آه-بيتر، غوادلوب
- جمهورية الدومينيكان
- هايتي

بونتواز
- الجزائر (قنصلية)
- المغرب

رين
- المغرب
- الولايات المتحدة (قنصلية)

سان دوني، ريونيون
- الصين
- الهند
- مدغشقر

سانت إتيان
- الجزائر (قنصلية)

سان-جورج، غويانا الفرنسية
- البرازيل (قنصلية)

ستراسبورغ
- الجزائر
- النمسا
- بلجيكا
- الصين
- ألمانيا
- الكرسي الرسولي (مكتب)
- اليابان
- كوسوفو
- لوكسمبورغ
- المغرب
- المكسيك (قنصلية)
- البرتغال
- رومانيا
- روسيا
- صربيا
- إسبانيا
- سويسرا
- تونس (قنصلية)
- تركيا
- الولايات المتحدة

تولوز
- الجزائر (قنصلية)
- إيطاليا (قنصلية)
- المغرب
- البرتغال (قنصلية)
- إسبانيا
- تونس (قنصلية)
- الولايات المتحدة (قنصلية)

فيلمومبل
- المغرب

فيتري سور سين
- الجزائر (قنصلية)

## دول لديها بعثات منفصلة لمنظمة التعاون الاقتصادي والتنمية
| - النمسا - بلجيكا - كندا - تشيلي - جمهورية التشيك - إستونيا - فنلندا - فرنسا - ألمانيا - اليونان - المجر - إيطاليا | - اليابان - كوريا الجنوبية - المكسيك - هولندا - النرويج - بولندا - البرتغال - سلوفاكيا - سويسرا - تركيا - الولايات المتحدة |

## روابط خارجية
- Paris Diplomatic List
- Missions to the OECD